# Friedhofkirche (Balingen)

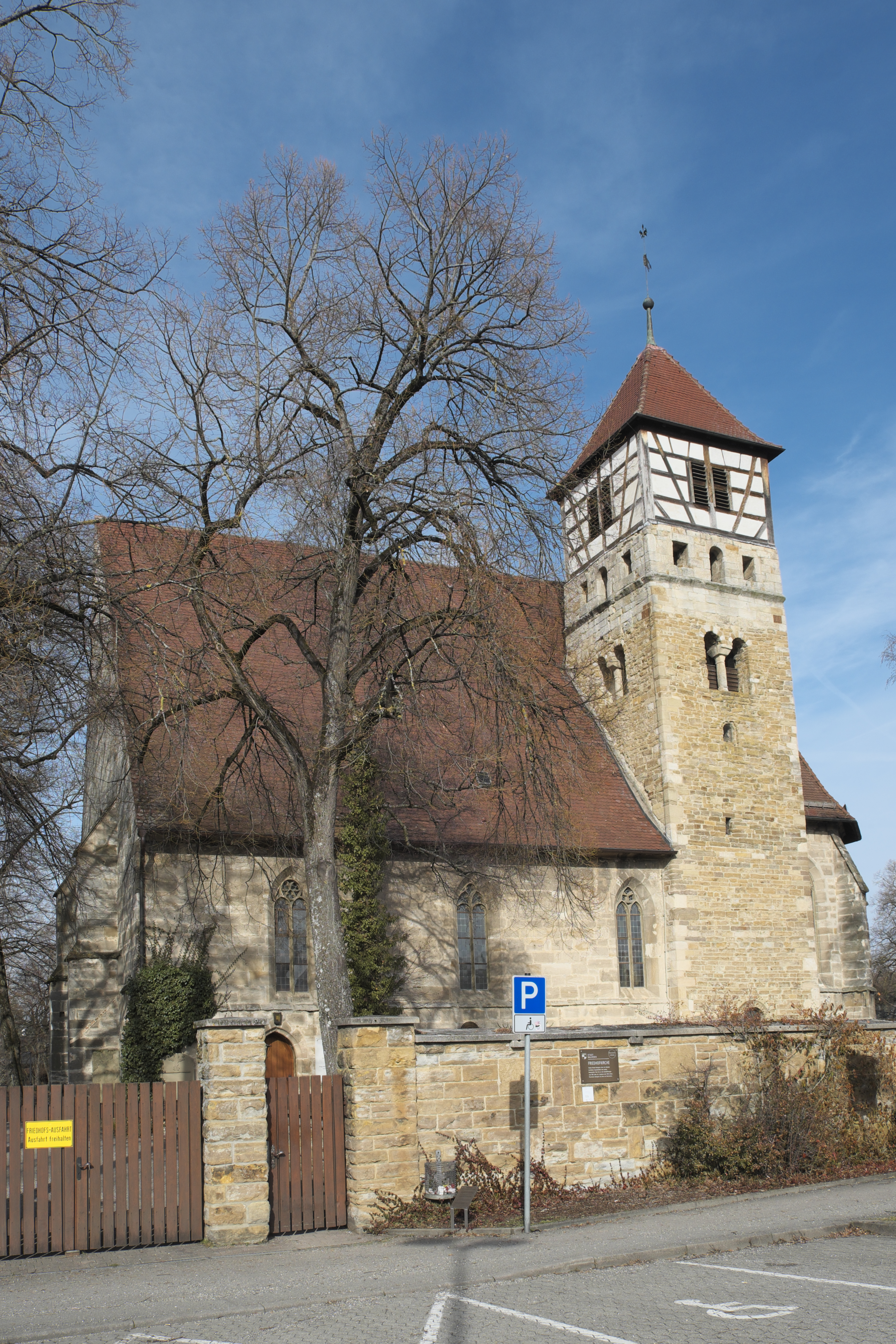
Friedhofkirche in Balingen

Die Friedhofkirche entstand im 11. Jahrhundert und war ursprünglich Pfarrkirche des Dorfes, später der Stadt Balingen. Sie gehört damit zu den ältesten Kirchenbauten des süddeutschen Raumes. Erstmals erwähnt wurde die alte Liebfrauenkirche 1255.
Sie hatte neben dem Hauptaltar weitere Nebenaltäre, die im 14. und 15. Jahrhundert gestiftet und nach dem Bau der neuen Stadtkirche in diese übertragen wurden. Bis zur Erhebung der Nikolaus- und Liebfrauenkapelle zur Stadtkirche 1516, die nur Liebfrauenkirche ist, blieb sie Pfarrkirche Balingens.
Vom romanischen Vorgängerbau haben sich Teile im Turm und im Kirchenschiff erhalten. Ende des 12. Jahrhunderts scheint das zum Turm gehörende Schiff abgebrochen und durch ein spätromanisches Schiff ersetzt worden zu sein. Im 14. Jahrhundert brach man auch diese Kirche ab und baute die heute noch stehende. 1912 wurde die Friedhofkirche renoviert. Hierbei kamen Fresken zum Vorschein, die die Sebastiansbruderschaft im Chor der Kirche hatte anbringen lassen, darunter eine Szene aus dem Martyrium des Sebastian. Auf der gegenüberliegenden Chorwand ist der heilige Christophorus (um 1350) dargestellt. Er galt als Nothelfer vor Gefahren wie Feuer, Wasser, Unwetter und gefährlichen Krankheiten.

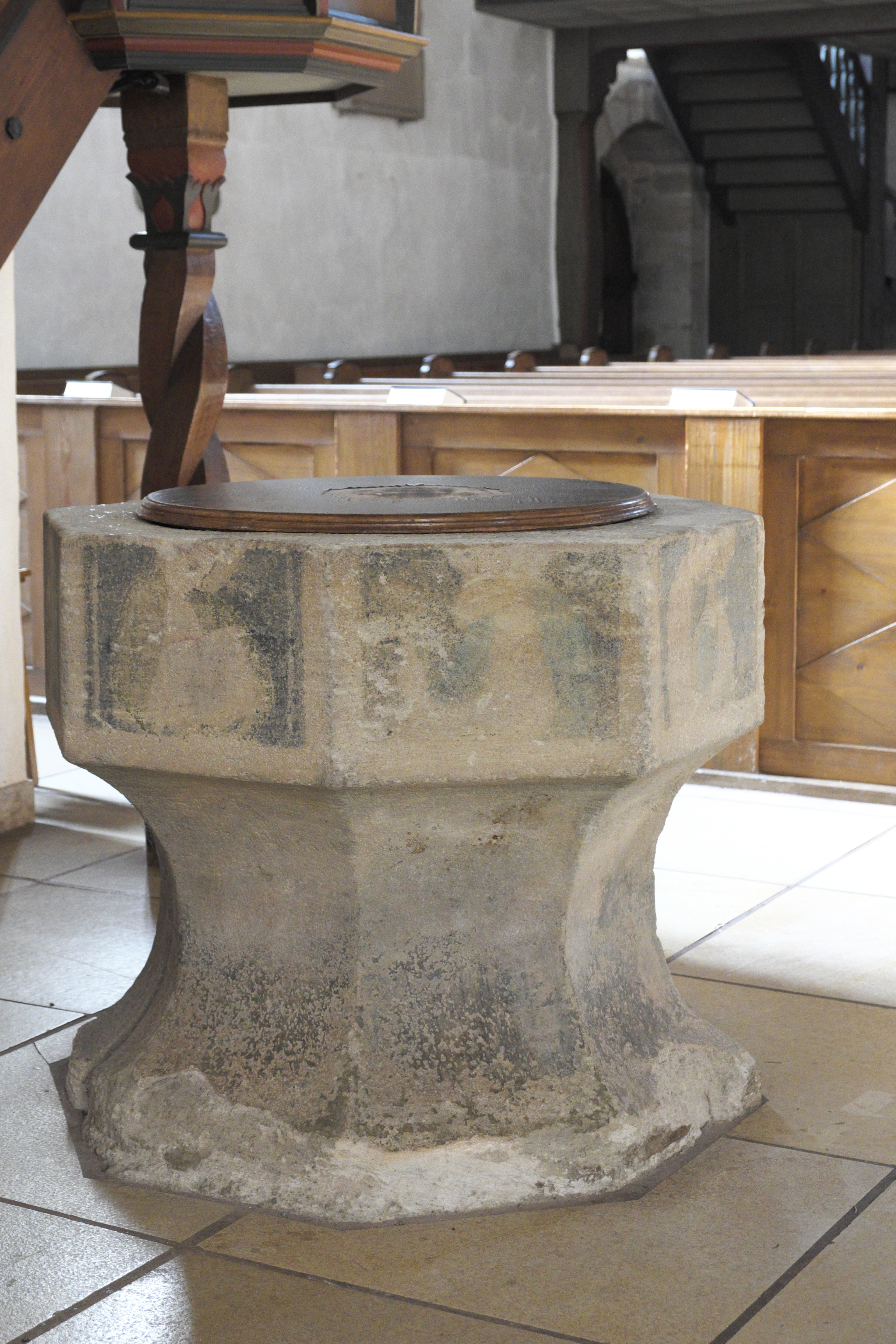
Achteckiger gotischer Taufstein

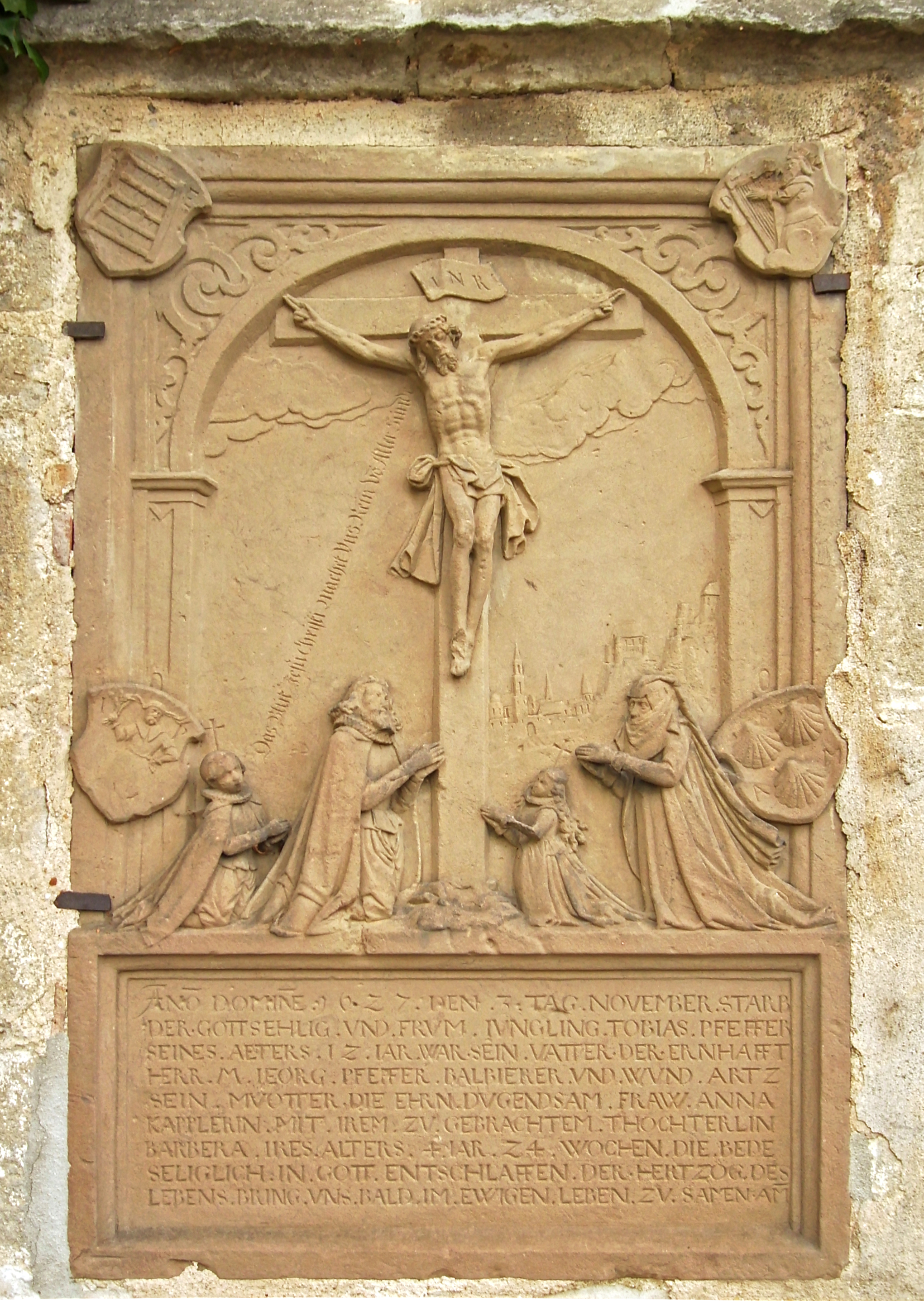
Epitaph für den Sohn des Balbiers und Wundarztes Tobias Pfeffer (1627)

Die Kirche besitzt einen großen achteckigen Taufstein mit Resten spätgotischer Malerei (14. Jahrhundert). An der inneren Westwand findet sich die Grabplatte der Elisabeth von Ow (1458).
Mehrere Werke des Kircheninneren werden dem Balinger Bildhauer Simon Schweizer zugeschrieben, darunter das steinerne Epitaph der Maria Magdelin von Tierberg (1597), eine Holzplastik von Johannes dem Täufer, das Holzepitaph des Obervogts Petter Schör von Schwarzenburg (1603) und das älteste und zugleich wertvollste Grabmal an der Südfassade der Friedhofkirche für den Sohn des Balbierers und Wundarztes Pfeffer.
Eine Hochwassermarke an der Westfassade und ein Obelisk aus Granit unweit der Kirche erinnern an die Hochwasserkatastrophe im Jahr 1895, die mit der Gewalt ihrer Wassermassen die Friedhofsmauer einriss und 41 Menschen in Balingen und Umgebung das Leben kostete.